# Shahba
Shahba (Arabisch: شهبا), of Philippopolis is een Syrische stad, gelegen 87 km ten zuiden van Damascus, in het gouvernement As-Suwayda.
Philippopolis werd gebouwd door de Romeinse soldatenkeizer Philip, de Arabier (244 – 249 ) als een symbolische hoofdstad ter ere van zijn familie. De bouw van de stad werd stopgezet na zijn dood in 249, waarna de plaats werd verlaten. Pas in de 18de en 19de eeuw vestigden er zich druzen uit Libanon.
Thans resten de ruïnes van het forum met aan twee uiteinden respectievelijk westelijk en zuidelijk een kalybe (tempel voor de keizerlijke eredienst) en een tweede tempel. Verder vindt men de resten van een paleis en van de thermen. Het theater is gedeeltelijk gerestaureerd en alzo goed bewaard.
De tweede tempel was gewijd aan de vergoddelijkte vader van Philippus: Julius Marinus. De muren van de cella staan nog recht; enkele stijlen hebben een ionische voluten. De thermen, die groot in omvang waren voor deze kleine stad, zijn ruïnes geworden.
In een vroegere Romeinse villa werd een museum ingericht waar onder meer mozaïekvloeren in situ te bewonderen zijn: het museum werd over de villa heen gebouwd.

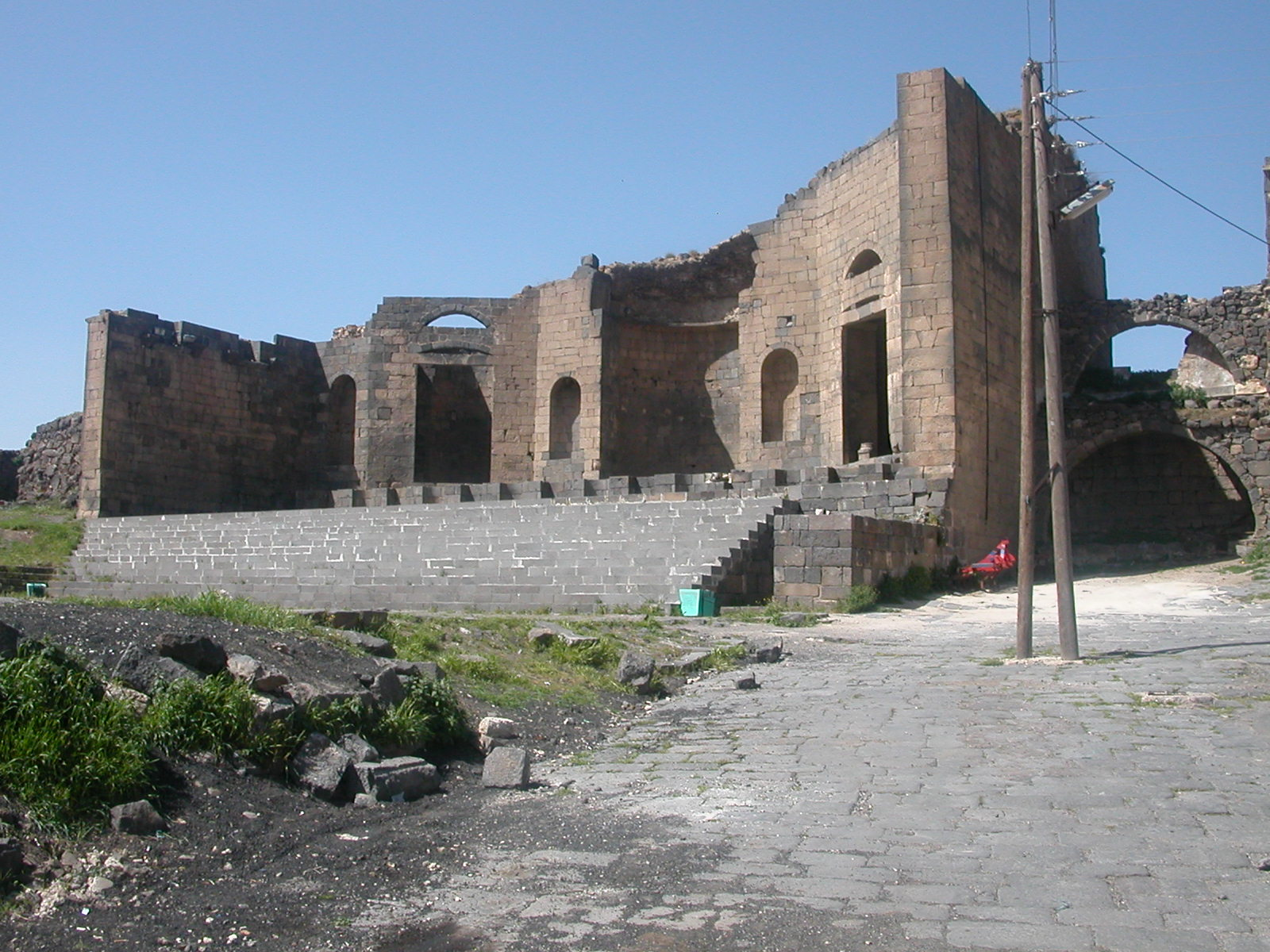
Philippopolis: kalybe
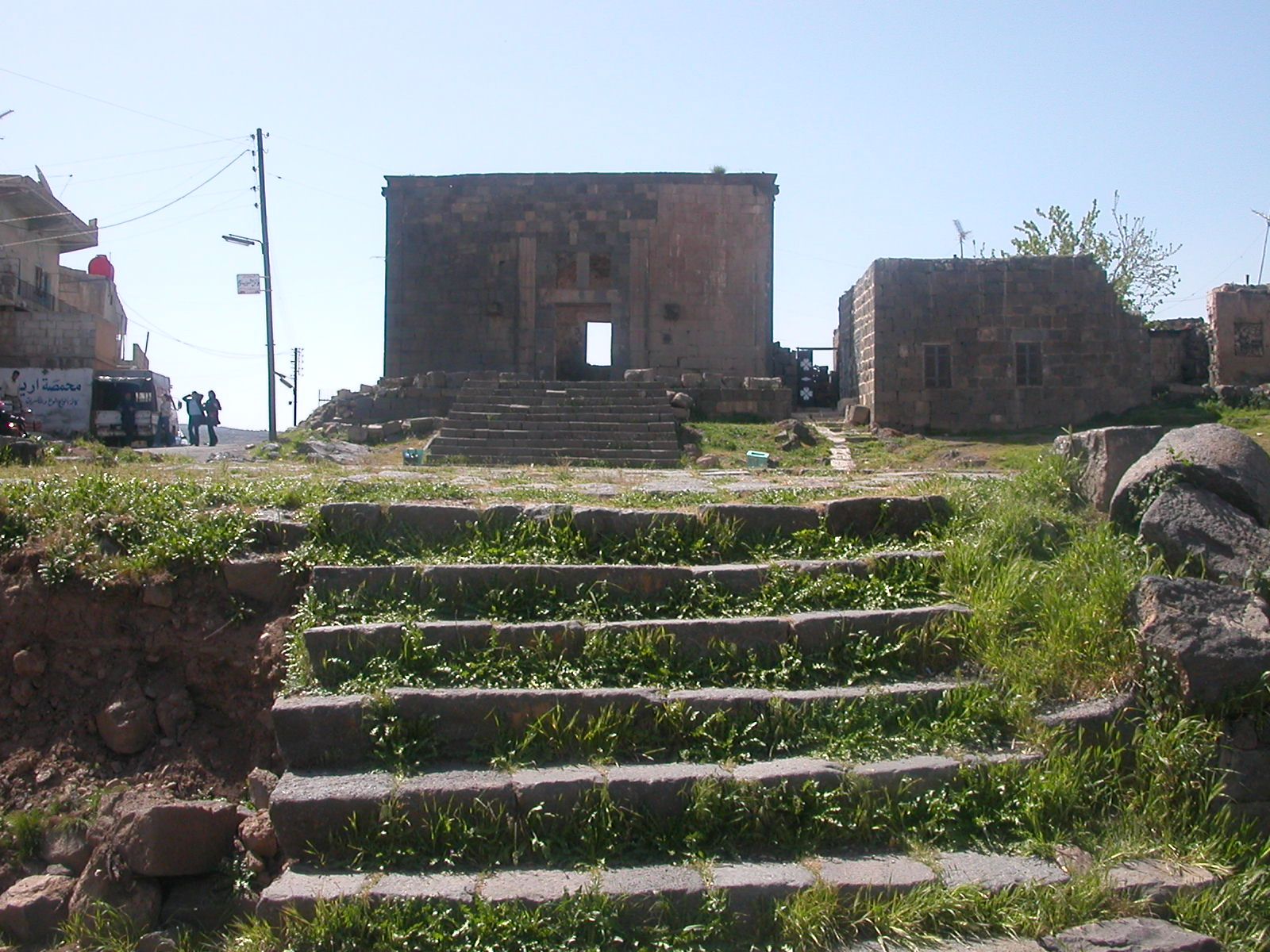
Philippopolis: tempel (cella)
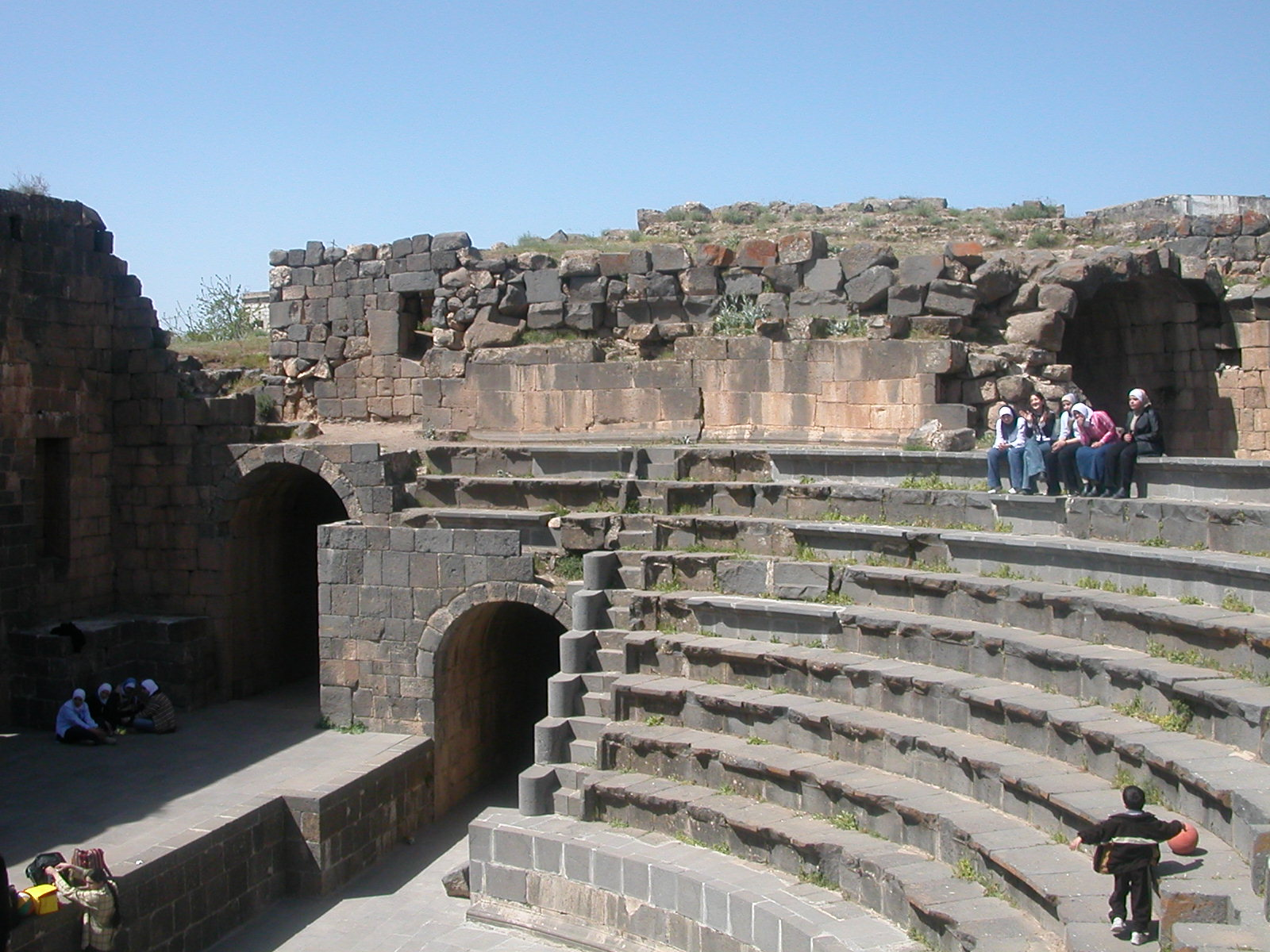
Philippopolis: Romeins theater
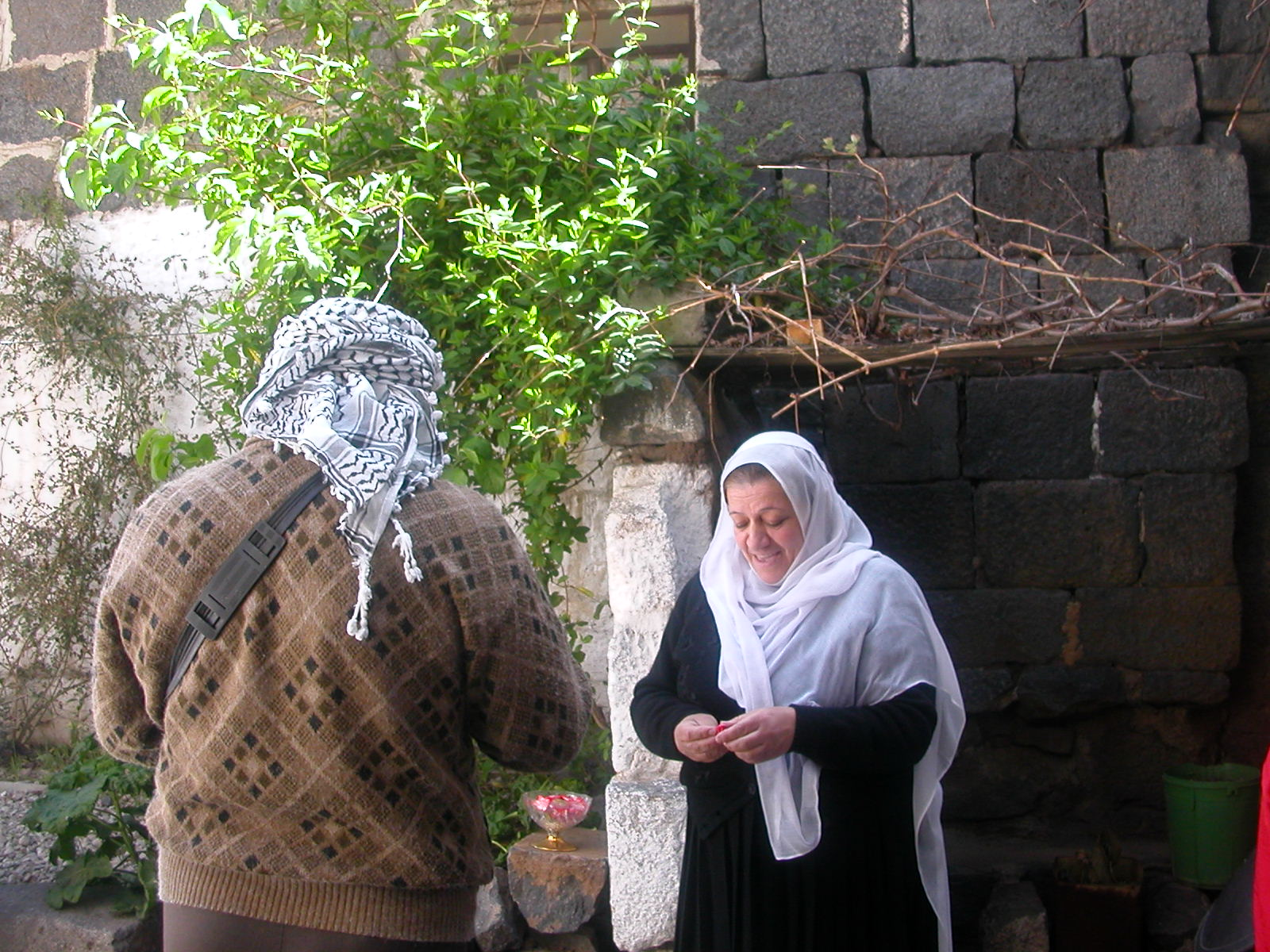
Shahba: Druzen in Shahba